# Na Nova

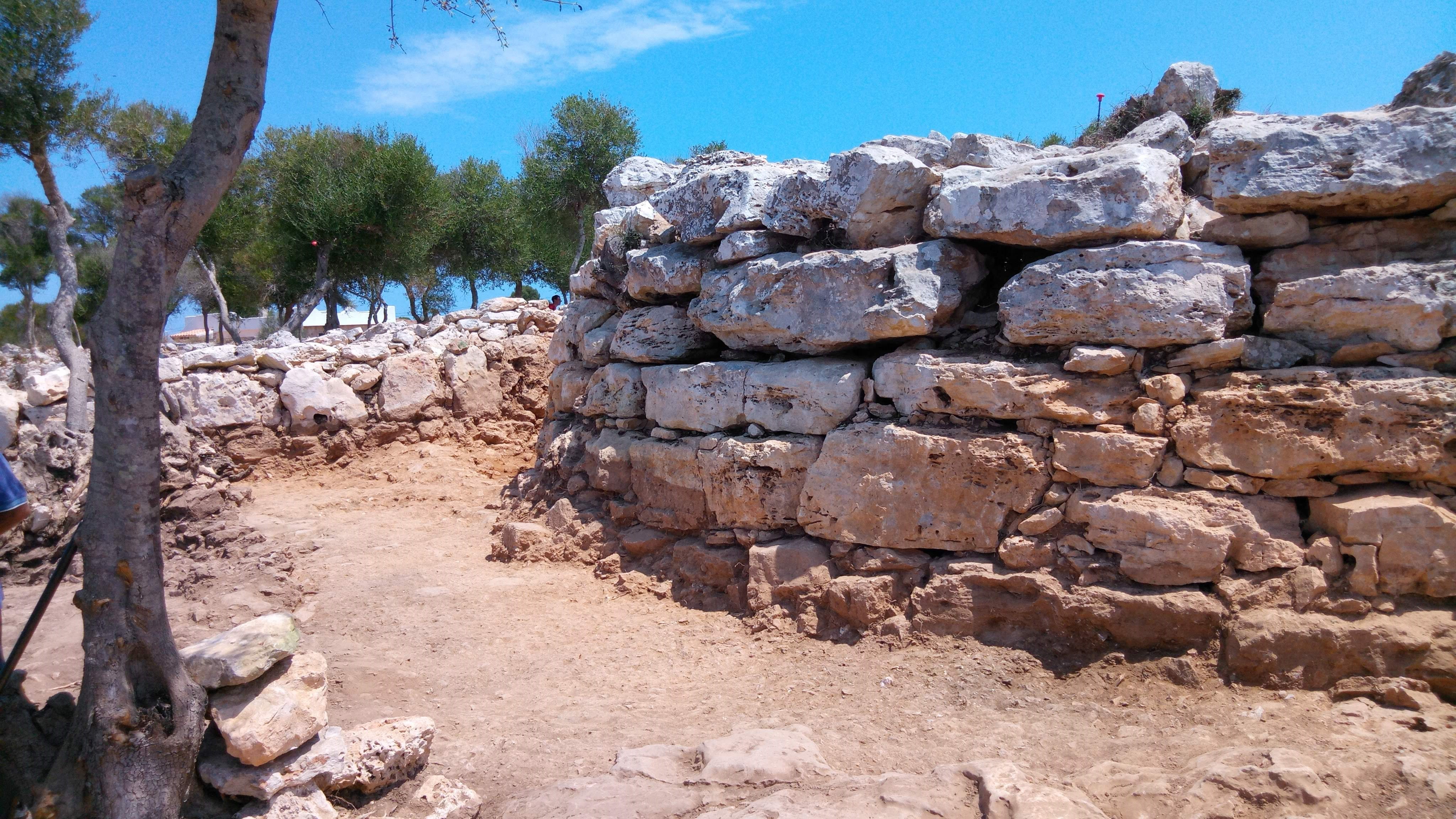
Das Talaiot

Na Nova (katalanisch Poblat talaiòtic de na Nova, Poblat talaiòtic de Son Amer oder Talaia d'en Cama) ist eine talaiotische Siedlung aus der Eisenzeit in Santanyí, südlich von Mallorca. Die archäologische Stätte zeichnet sich durch seinen Talaiot aus, der mehr als 2 m hoch ist und an seiner Außenseite einen Durchmesser von 12 m hat. Es wird seit 2016 restauriert und ausgegraben.